# Чемпионат Бельгии по футболу
Бельгийская Про-лига (нидерл. Pro League, официальное название Jupiler Pro League, нидерландское произношение: [ˈʒypilɛr ˈproː ˈlik]) — высший дивизион чемпионата Бельгии по футболу. Начиная с сезона 2023/24 в лиге принимает участие 16 команд.

## История
Чемпионат проводится с 1895 Королевской бельгийской футбольной ассоциацией, первым чемпионом стал «Льеж». В 1974 создана ассоциация профессиональных клубов, получившая в 2008 наименование «Про-лига» и право организовывать чемпионат. За всю историю чемпионата в высшем дивизионе выступили 74 клуба, из которых 15 становились чемпионами. Наиболее успешный клуб — «Андерлехт» из Брюсселя, становившийся чемпионом 34 раза.
Наивысшее место чемпионата Бельгии в рейтинге УЕФА — третье (1979/80); по состоянию на начало сезона 2016/17 — девятое.

## Текущий сезон

### Участники сезона 2025/26
| Клуб              | Город        | Стадион          | Вместимость |
| ----------------- | ------------ | ---------------- | ----------- |
| Андерлехт         | Андерлехт    | Лотто Парк       | 21 500      |
| Антверпен         | Антверпен    | Босёйлстадион    | 16 144      |
| Ауд-Хеверле Лёвен | Лёвен        | Ден Дреф         | 10 000      |
| Брюгге            | Брюгге       | Ян Брейдел       | 29 042      |
| Вестерло          | Вестерло     | Кёйпье           | 8035        |
| Генк              | Генк         | Люминюс Арена    | 24 956      |
| Гент              | Гент         | Геламко Арена    | 20 000      |
| Дендер            | Дендерлеу    | Ван Ройстадион   | 6429        |
| Зюлте Варегем     | Варегем      | Элиндус Арена    | 12 500      |
| Ла-Лувьер         | Ла-Лувьер    | Эаси Арена       | 8050        |
| Мехелен           | Мехелен      | Ахтер де Казерне | 16 700      |
| Синт-Трёйден      | Синт-Трёйден | Стайен           | 14 600      |
| Серкль Брюгге     | Брюгге       | Ян Брейдел       | 29 042      |
| Стандард (Льеж)   | Льеж         | Морис Дюфран     | 30 023      |
| Шарлеруа          | Шарлеруа     | Пеи де Шарлеруа  | 14 000      |
| Юнион             | Сен-Жиль     | Жозеф Марьен     | 8000        |

## Достижения клубов
| Клуб                | Чемпион | Вице-чемпион | Третье место |
| ------------------- | --- | --- | --- |
| «Андерлехт»         | 34 (1946/47, 1948/49, 1949/50, 1951/52, 1953/54, 1954/55, 1955/56, 1958/59, 1961/62, 1963/64, 1964/65, 1965/66, 1966/67, 1967/68, 1971/72, 1973/74, 1980/81, 1984/85, 1985/86, 1986/87, 1990/91, 1992/93, 1993/94, 1994/95, 1999/00, 2000/01, 2003/04, 2005/06, 2006/07, 2009/10, 2011/12, 2012/13, 2013/14, 2016/17) | 21 (1943/44, 1947/48, 1952/53, 1956/57, 1959/60, 1975/76, 1976/77, 1977/78, 1978/79, 1981/82, 1982/83, 1983/84, 1988/89, 1989/90, 1991/92, 1995/96, 2002/03, 2004/05, 2007/08, 2008/09, 2015/16)                            | 12 (1945/46, 1960/61, 1962/63, 1970/71, 1974/75, 1998/99, 2001/02, 2010/11, 2014/15, 2017/18, 2021/22, 2023/24)                                                                |
| «Брюгге»            | 19 (1919/20, 1972/73, 1975/76, 1976/77, 1977/78, 1979/80, 1987/88, 1989/90, 1991/92, 1995/96, 1997/98, 2002/03, 2004/05, 2015/16, 2017/18, 2019/20, 2020/21, 2021/22, 2023/24) | 24 (1898/99, 1899/00, 1905/06, 1909/10, 1910/11, 1966/67, 1967/68, 1969/70, 1970/71, 1971/72, 1984/85, 1985/86, 1993/94, 1996/97, 1998/99, 1999/00, 2000/01, 2001/02, 2003/04, 2011/12, 2014/15, 2016/17, 2018/19, 2024/25) | 14 (1903/04, 1904/05, 1906/07, 1907/08, 1908/09, 1983/84, 1986/87, 1994/95, 2005/06, 2007/08, 2008/09, 2009/10, 2012/13, 2013/14)                                              |
| «Юнион»             | 12 (1903/04, 1904/05, 1905/06, 1906/07, 1908/09, 1909/10, 1912/13, 1922/23, 1932/33, 1933/34, 1934/35, 2024/25) | 10 (1902/03, 1907/08, 1911/12, 1913/14, 1919/20, 1920/21, 1921/22, 1923/24, 2021/22, 2023/24) | 8 (1901/02, 1924/25, 1931/32, 1935/36, 1936/37, 1937/38, 1955/56, 2022/23) |
| «Стандард»          | 10 (1957/58, 1960/61, 1962/63, 1968/69, 1969/70, 1970/71, 1981/82, 1982/83, 2007/08, 2008/09) | 13 (1925/26, 1927/28, 1935/36, 1961/62, 1964/65, 1972/73, 1979/80, 1992/93, 1994/95, 2005/06, 2010/11, 2013/14, 2017/18) | 19 (1926/27, 1933/34, 1948/49, 1954/55, 1958/59, 1963/64, 1965/66, 1967/68, 1971/72, 1976/77, 1977/78, 1978/79, 1980/81, 1985/86, 1991/92, 2000/01, 2003/04, 2006/07, 2018/19) |
| «Беерсхот»          | 7 (1921/22, 1923/24, 1924/25, 1925/26, 1927/28, 1937/38, 1938/39) | 7 (1900/01, 1922/23, 1926/27, 1928/29, 1936/37, 1941/42, 1942/43) | 5 (1902/03, 1920/21, 1943/44, 1952/53, 1964/65) |
| «Расинг» (Брюссель) | 6 (1896/97, 1899/00, 1900/01, 1901/02, 1902/03, 1907/08) | 4 (1897/98, 1903/04, 1904/05, 1906/07) | 3 (1905/06, 1911/12, 1912/13) |
| «Даринг» (Брюссель) | 5 (1911/12, 1913/14, 1920/21, 1935/36, 1936/37) | 4 (1908/09, 1912/13, 1933/34, 1937/38) | 4 (1910/11, 1919/20, 1925/26, 1934/35) |
| «Льеж»              | 5 (1895/96, 1897/98, 1898/99, 1951/52, 1952/53) | 3 (1896/97, 1958/59, 1960/61) | 4 (1947/48, 1966/67, 1984/85, 1988/89) |
| «Антверпен»         | 5 (1928/29, 1930/31, 1943/44, 1956/57, 2022/23) | 11 (1895/96, 1924/25, 1929/30, 1931/32, 1932/33, 1945/46, 1955/56, 1957/58, 1962/63, 1973/74, 1974/75) | 8 (1896/97, 1921/22, 1941/42, 1951/52, 1961/62, 1982/83, 1987/88, 2020/21) |
| «Мехелен»           | 4 (1942/43, 1945/46, 1947/48, 1988/89) | 5 (1930/31, 1953/54, 1986/87, 1987/88, 1990/91) | 3 (1946/47, 1989/90, 1992/93) |
| «Генк»              | 4 (1998/99, 2001/02, 2010/11, 2018/19) | 4 (1997/98, 2006/07, 2020/21, 2022/23) | 3 (2004/05, 2011/12, 2024/25) |
| «Льерс»             | 4 (1931/32, 1941/42, 1959/60, 1996/97) | 2 (1934/35, 1938/39) | 2 (1942/43, 1968/69) |
| «Серкль Брюгге»     | 3 (1910/11, 1926/27, 1929/30) | — | 6 (1909/10, 1913/14, 1922/23, 1923/24, 1927/28, 1932/33) |
| «Беверен»           | 2 (1978/79, 1983/84) | — | — |
| «Гент»              | 1 (2014/15) | 3 (1954/55, 2009/10, 2019/20) | 9 (1953/54, 1956/57, 1957/58, 1969/70, 1981/82, 1990/91, 1999/00, 2015/16, 2016/17)                                                                                            |
| «Моленбек»          | 1 (1974/75) | — | 3 (1973/74, 1975/76, 1979/80) |
| «Шарлеруа»          | — | 1 (1968/69) | 1 (2019/20) |

Примечания
1. ↑ Клуб до объединения с «Экереном» (KFC Germinal Ekeren) в «Жерминаль Беерсхот» (K.F.C. Germinal Beerschot)/«Беерсхот».

## Бельгийские клубы в европейских кубках
- Кубок чемпионов / Лига чемпионов:
  - Финалист: Брюгге (1978)
  - Дошли до полуфинала: Стандард (Льеж) (1962), Андерлехт (1982, 1986)

- Кубок обладателей кубков:
  - Победитель: Андерлехт (1976, 1978), Мехелен (1988),
  - Финалисты: Андерлехт (1977, 1990), Стандард (Льеж) (1982), Антверпен (1993)
  - Дошли до полуфинала: Стандард (Льеж) (1967), Беверен (1979), Ватерсхей (Генк) (1983), Мехелен (1989), Брюгге (1992)

- Кубок УЕФА / Лига Европы
  - Победитель: Андерлехт (1983)
  - Финалисты: Андерлехт (1970, 1984), Брюгге (1976)
  - Дошли до полуфинала: Варегем (1986), Брюгге (1988)

- Суперкубок:
  - Победители: Андерлехт (1976, 1978), Мехелен (1988)